# Sede titolare di Cuncacestre
Cuncacestre (in latino: Cuncacestrensis seu Sancti Cuthberti) è una sede titolare della Chiesa cattolica.

## Storia
Cuncacestre fa riferimento alla città di Chester-le-Street, luogo dove, per un certo periodo (circa 854-990) posero la loro residenza i vescovi di Lindisfarne.
Dal 1969 Cuncacestre è annoverata tra le sedi vescovili titolari della Chiesa cattolica; dal 18 marzo 2020 il vescovo titolare è David Ernest Charles Evans, vescovo ausiliare di Birmingham.

## Cronotassi dei vescovi titolari
- Hugh Lindsay † (13 ottobre 1969 - 12 dicembre 1974 nominato vescovo di Hexham e Newcastle)
- Owen Francis Swindlehurst † (10 giugno 1977 - 28 agosto 1995 deceduto)
- Alan Stephen Hopes (4 gennaio 2003 - 11 giugno 2013 nominato vescovo di East Anglia)
- Robert Byrne, C.O. (15 marzo 2014 - 4 febbraio 2019 nominato vescovo di Hexham e Newcastle)
- David Ernest Charles Evans, dal 18 marzo 2020